# Musée des Armées
Le Musée des Armées est un musée situé au Plateau, à Abidjan, en Côte d'Ivoire